# Sidney van den Bergh
Sidney van den Bergh   (Wassenaar, 20 de maig de 1929), OC, FRS, és un astrònom canadenc retirat.

## Biografia
Va mostrar un interès per la ciència des de ben jove, aprenent a llegir amb llibres sobre astronomia. Els seus pares li van aconseguir llibres de ciències, un telescopi i un microscopi, tot i que li van desitjar seguir una carrera més pràctica i seguir només l'astronomia com a hobby.
Va anar a la Universitat de Leiden als Països Baixos del 1947 al 1948. Després va assistir a la Universitat de Princeton per obtenir una beca on va rebre la seva A.B. el 1950. El desembre de 1950 vivia a Columbus, Ohio, i demostrava un interès per l'astronomia. Va obtenir un màster a la Universitat Estatal d'Ohio (1952) i el Dr. rer. nat (Doctor rerum naturalium) de la Universitat de Göttingen (1956).
Va ocupar un lloc de professor a la Universitat Estatal d'Ohio des de 1956 fins al 1958 abans de traslladar-se a Toronto el 1958, on va passar la primera part de la seva carrera a l'Observatori David Dunlap (DDO) de la Universitat de Toronto. Al DDO, va dirigir innovacions que van incloure: expansió de les facilitats, utilització d'ordinadors, i multicolor fotometria. Si bé les seves àrees d'atenció han inclòs la Lluna i altres parts del Sistema Solar, és més conegut pel seu treball en astronomia extragalàctica en què ha publicat revisions i descobriments originals de nebuloses, cúmuls d'estrelles, estrelles variables, supernoves i més recentment, una actualització de l'edat estimada de l'univers. Va descobrir Andromeda II.
La segona part de la seva carrera va començar dins 1978 dins Victòria, Colúmbia britànica, al Dominion Astrophysical Observatori on va ser fixat director dins 1977 i va agafar oficina dins 1978, quedant en aquella posició fins que 1986 quan ell semi-retirat i va agafar la funció nova d'agent de recerca principal. La segona part de la seva carrera va començar el 1978 a Victòria, Colúmbia Britànica, a l'Observatori Astrofísic Dominion on va ser nomenat director el 1977 i va prendre possessió del càrrec el 1978, restant en aquest càrrec fins al 1986 quan es va retirar i va assumir el nou paper d'agent principal de recerca.> Ha exercit com a president de la Societat Astronòmica Canadenca i vicepresident de la Unió Astronòmica Internacional de 1972 a 1982.
A partir del 1982, va començar a exercir de president i president del consell de la Corporació de telescopis Canadà-França-Hawaii a Hawaii.

## Honors
Premis
- Membre elegit de la Societat Reial (1988)
- La medalla de Ciència de primer President de Consell de Recerca Nacional (1988)[1]
- Agent fixat de l'Ordre del Canadà (1994)
- Carlyle S. Beals Premi (1998)
- Catherine Wolfe Medalla d'Or del Bruce (2008)
- Gruber Premi de cosmologia (2014)[5]

Epònims
- 4230 Van den Bergh, un distant Hilidan asteroide[4]
- Cometa Van den Bergh (descobert per Van den Bergh el 1974)[1]